# Orden de Isabel la Católica
Der Orden de Isabel la Católica (dt. Orden Isabellas der Katholischen) wird für Verdienste um Kunst und Wissenschaft in Spanien verliehen. 

Orden de Isabel la Católica

Er wurde am 24. März 1815 unter dem Namen Königlicher und Amerikanischer Orden Isabellas der Katholischen von König Ferdinand VII. gestiftet. Dass dieser Orden der Königin gewidmet wurde, unter deren Regierung die Entdeckung Amerikas 1492 erfolgte, ist nicht verwunderlich, weil er zunächst denjenigen als Ansporn in Aussicht gestellt wurde, die zur Unterdrückung der Rebellion in Amerika – sei es als Zivilist oder als Soldat – beitragen würden. Sein offiziell konstituiertes Ziel war die „Auszeichnung der makellosen Treue zu Spanien und der Verdienste jener spanischen Bürger und Ausländer zum Wohle der Nation und sehr besonders jener zu Gunsten des Wohlstandes der amerikanischen und überseeischen Territorien geleisteten außerordentlichen Dienste“.
Der Orden wurde 1847 reformiert und in Real Orden Isabel la Católica umbenannt, war nach Verlust des Großteils des Kolonialreiches also nur noch königlich, nicht mehr amerikanisch.

## Ordensklassen
Der Orden wurde am 24. März in den Klassen Großkreuz, Ritter I. Klasse und Ritter II. Klasse gegründet. Nach dem Dekreten von 1815, 1847, 1903, 1907, 1927, 1938 und 1971 besteht der Orden heute aus folgenden Klassen:
- Collaneritter (seit 22. Juni 1927)
- Großkreuzritter
- Encomienda de Numero (seit 1847)
- Komtur (bis 24. Juli 1815 Ritter I. Klasse)
- Offizier (seit 10. Oktober 1931, zwischen 15. Juni 1938 und 5. Juni 1971 abgeschafft)
- Ritter (bis 24. Juli 1815 Ritter II. Klasse)
- Silberkreuz (seit 16. März 1903)
- Silbermedaille (seit 15. April 1907)
- Bronzemedaille (seit 15. April 1907)

## Ordensdekoration
Die Dekoration ist ein rot-emailliertes Kreuz mit einer goldenen Einfassung. Die Außenränder der vier Kreuzarme haben fünf zahnartige Spitzen. Die Außenspitzen sind mit kleinen Goldkugeln besetzt. In den Kreuzwinkeln sind goldene Strahlen eingefügt. Das runde Medaillon mit einer Krone darüber hat ein Bild, das die beiden Hemisphären zeigt und mit einem weißen Emaillerand gefasst ist. Auf diesem befinden sich die Inschriften: „A la lealtad Acrisolada“ („der makellosen Treue“) und „Por Isabel la Católica“ („für Isabella die Katholische“). Über dem Kreuz ist ein grüner emaillierter Lorbeerkranz mit dem Bandring.
| Insignien             |                        |                          |                                     |                       |
|                       |                        |                          |                                     |                       |
| Collane               | Bruststern zur Collane | Bruststern zum Großkreuz | Bruststern der Encomienda de Numero | Komturkreuz           |
|                       |                        |                          |                                     |                       |
| Komturkreuz für Damen | Offizierkreuz          | Offizierkreuz für Damen  | Ritterkreuz                         | Ritterkreuz für Damen |
|                       |                        |                          |                                     |                       |
| Silberkreuz           | Silberkreuz Dame       | Silbermedaille           | Silbermedaille Dame                 | Bronzemedaille        |
|                       |                        |                          |                                     |                       |
| Bronzemedaille Dame   |                        |                          |                                     |                       |

## Ordensband
Das Band ist weiß mit gelben Randstreifen. Die höchste Klasse trägt den Orden über die rechte Schulter nach der linken Hüfte und dazu einen goldenen etwas größeren dekorationsgleichen Ordensstern auf der Brust. Auf dem Medaillon sind die Initialen der Stifters „F.R.“ Die Kommandeure tragen die Dekoration um den Hals und die Ritter im Knopfloch.

## Sonstiges
Der Orden wurde schon im Ersten Karlistenkrieg sowohl von der cristinischen Partei als auch von den Aufständischen verliehen, die den Prätendenten Don Carlos (V.) im Kampf gegen die isabellinische Monarchie unterstützten. Dabei gab es auch Verleihungen an ausländische Unterstützer und Mitkämpfer der Karlisten wie den späteren preußischen General August Karl von Goeben. Auch in den späteren Karlistenkriegen sowie im Spanischen Bürgerkrieg verliehen beide Bürgerkriegsparteien die Auszeichnung und beanspruchten die legitime Verwaltung des Ordens jeweils für sich.
Späterhin wurde dieser Orden auch an fremde und eigene Diplomaten sowie an Künstler und Wissenschaftler verliehen. Heute ist der Orden de Isabel la Catolica die höchste Auszeichnung Spaniens. Sie wird vom spanischen Außenministerium verliehen. Großmeister ist der spanische König.

## Bekannte Inhaber
- siehe: Inhaber des Ordens de Isabel la Católica
- Liste der Inhaber der Collane des Ordens de Isabel la Católica